# Mount Schmidtman
Mount Schmidtman är ett berg i Antarktis. Det ligger i Östantarktis. Nya Zeeland gör anspråk på området. Toppen på Mount Schmidtman är 1 813 meter över havet, eller 112 meter över den omgivande terrängen. Bredden vid basen är 3,2 km.
Terrängen runt Mount Schmidtman är huvudsakligen kuperad, men den allra närmaste omgivningen är bergig. Trakten är obefolkad. Det finns inga samhällen i närheten.